# 大野保四
大野 保四（おおの やすし、1915年（大正4年）12月13日 - 1945年（昭和20年）6月27日）は日本の大日本帝国海軍軍人。海軍兵学校65期を昭和13年（1938年）3月16日卒業。太平洋戦争において呂号第六十四潜水艦と伊号第百六十五潜水艦に艦長として乗艦した。昭和20年（1945年）6月15日、人間魚雷回天二基を搭載して山口県の光基地より出撃したまま消息不明となり昭和20年7月16日をもって搭乗員は戦没、潜水艦は7月29日喪失と認定し、回転搭乗員であった北村十二郎一飛曹（長野県出身）、水知創一（兵庫県出身）少尉以下106 名の戦死を公表。戦死による一階級昇進で最終階級は海軍中佐。　

## 生涯
大正4年（1915年）12月13日、父　大野謹平と忠（旧姓：千代倉）の次男として茨城県稲村郡生板村大字竜ヶ崎に生まれる。竜ケ崎中学校（現・茨城県立竜ヶ崎第一高等学校・附属中学校）卒業後は海軍兵学校に入学。昭和13年（1938年）3月16日海軍兵学校65期卒業。少佐候補生となる。
昭和14年（1939年）11月15、中尉となり馬公防備隊分隊長に発令される。
昭和16年（1941年）3月31日、駆逐艦旗風砲術長となる。同年10月15日、大尉発令。
昭和17年（1942年）濱田正治とふくの長女　紀美枝で麻布市兵衛町出身）と結婚。
昭和18年（1943年）6月2日伊号第十潜水艦に乗艦し呉港を出発し、ペナン島を基地にインド洋交通整理破壊戦に従事。1943年9月2日にペナン島を出向。インド洋における第七次作戦行動を日映のスタッフが乗艦して60日余りの作戦行動を撮影記録、後に『轟沈 印度洋潜水艦作戦記録』（ごうちん いんどようせんすいかんさくせんきろく）として発表。これは1944年に製作された日本の戦争記録映画（62分）であり、日本映画社（日映）の製作・配給。1944年4月27日公開。記録映画の中に大尉時代の大野本人の姿が収録されている。作中に登場する潜水艦は伊号第十潜水艦であることが後に明らかにされた。このことは、長崎県佐世保市佐世保東山海軍墓地にある慰霊碑にも記載されている。大野が伊号第十潜水艦に乗艦したことは米IJN Submarine RO-64:Tabular Record of Movementに記載されている。同年12月16日佐世保帰航。
昭和19年（1944年）4月30日から同年8月まで太平洋戦争において呂号第六十四潜水艦の艦長として乗艦。
同年10月9日伊号第百六十五潜水艦艦長発令、翌10月10日付で少佐発令、着任。12月15日より呉潜水艦隊第19潜水隊に編入し、訓練に従事。1945年（昭和20年）4月1日第6艦隊大34潜水艦に編入。（1945年）6月15日、人間魚雷回天二基を搭載して山口県光市の光基地より出撃したまま消息不明となる。マリアナ諸島の東方海域に向かったが、同年6月27日（米記録）現地時間0905時（日本時間より1時間早い）に米哨戒機　Lockheed Ventura　PV- 2　航空機)「PV-2ロッキードハープーン」の攻撃を受け轟沈した。交戦地点は北緯15度28分 東経153度39分 / 北緯15.467度 東経153.650度であった。日本海軍第六艦隊司令部は昭和20年7月16日をもって搭乗員は戦没、潜水艦は7月29日亡失と認定、回転搭乗員であった水知倉一少尉、北村十二郎一飛曹、阿部福平上曹、恵比寿中吉一曹を含む以下106 名の戦死を公表した。

大野保四の兄、大野薫平は東京府立第四女子高等学校(現・東京都立南多摩中等教育学校）教頭。在職中は水泳部指導者として昭和16年東京選手権水泳大会7種目を全て優勝に導いた。義弟で紀美枝の実弟は日本の外交官　濱田英作。姪は菊池千保里（旧姓濱田）。

## 伊号第10潜水艦　インド洋での戦果（昭和18年6月から12月まで）
昭和１８年６月、ペナンからインド洋に出撃し、７月１日と６日にドイツに派遣される伊８潜に２度の燃料補給を行う。
その後、インド洋で交通破壊戦を行い、７月２３日、ノルウェー・タンカー「アルシデス」（７６３４トン）を撃沈。
９月１４日にノルウェー・タンカー「ブラモーラ」（６２６１トン）を撃沈。
９月２４日、アメリカ・貨物船「エリアスホーエ」（７１７６トン）を撃沈。
１０月２日、ノルウェー・貨物船「ストービーケン」（４８３６トン）を撃沈。
１０月５日、ノルウェー・タンカー「アンナコーディーン」（９０５７トン）を撃破。

## 栄典
- 勲五等双光旭日章